# Moray (circonscription du Parlement britannique)
Circonscription parlementaire de la Chambre des communes
Moray est une circonscription électorale britannique située en Écosse.

## Liste des députés
| Élection | Élection | MP              | Parti              |
| -------- | -------- | --------------- | ------------------ |
|          | 1983     | Alex Pollock    | Parti conservateur |
|          | 1987     | Margaret Ewing  | SNP                |
|          | 2001     | Angus Robertson | SNP                |
|          | 2017     | Douglas Ross    | Parti conservateur |